# Elaeocarpus photiniifolius
Elaeocarpus photiniifolius là một loài thực vật có hoa trong họ Côm. Loài này được Hook. & Arn. mô tả khoa học đầu tiên năm 1838.